# David Byron
David Byron, egentligen David Garrick, född 29 januari 1947 i Epping, Essex, död 28 februari 1985 i Reading, Berkshire, var en brittisk rocksångare. Han var med om att bilda Uriah Heep 1969.
Byron lämnade gruppen 1976 efter grava alkoholproblem och ersattes av John Lawton.
Efter karriären i Uriah Heep släppte David Byron två solo-LP, Take No Prisoners (1975) och Baby Faced Killer (1978). Han grundade däremellan bandet Rough Diamond, vars enda självbetitlade LP, Rough Diamond, gavs ut 1977. Med Byron Band försökte han återuppta sin karriär, men detta resulterade endast i en LP, On the Rocks (1981).
Han dog 1985 som ett resultat av många års missbruk av alkohol.

## Diskografi
Soloalbum
- 1975 – Take No Prisoners
- 1978 – Baby Faced Killer
- 2008 – That Was Only Yesterday - The Last EP (inspelad 1984)

Med The Byron Band
- 1981 – On the Rocks
- 2003 – Lost and Found (inspelad 1980–1982)

Med Uriah Heep
- 1970 – Very 'Eavy... Very 'Umble
- 1971 – Salisbury
- 1971 – Look at Yourself
- 1972 – Demons and Wizards
- 1972 – The Magician's Birthday
- 1973 – Uriah Heep Live
- 1973 – Sweet Freedom
- 1974 – Wonderworld
- 1975 – Return to Fantasy
- 1976 – High and Mighty
- 1986 – Live at Shepperton '74 (inspelad 1974)
- 1993 – The Lansdowne Tapes (inspelad 1969–1971)

Med Rough Diamond
- 1977 – Rough Diamond